# 蒙氏鬘螺
蒙氏鬘螺（学名：Phalium muangmani）为唐冠螺科鬘螺屬下的一个种。

## 扩展阅读
- 維基物種上的相關：蒙氏鬘螺